# 克里格重排反应
克里格重排反应（Criegee rearrangement）指叔醇被过酸（如对硝基过苯甲酸）氧化，断裂为酮和醇。

## 反应机理
此反应的机理与Baeyer-Villiger氧化重排反应的机理有些相似。首先是过酸与醇酯化成过酸酯，然后一个烃基从碳原子迁移到氧上，形成碳正离子，酸根离子离去。该碳正离子经水解即得到相应的酮和醇。
基团迁移顺序为：叔丁基＞异丙基＞乙基＞甲基，越能稳定碳正离子的基团越容易迁移，这说明迁移过程过渡态中迁移基团带有部分正电荷。
连续克里格重排（consecutive Criegee rearrangement）是指酸性介质中用该反应合成酯和原酸酯。